# S3 Graphics
Pour les articles homonymes, voir S3.
S3 Graphics est une société spécialisée dans la production de microprocesseurs pour carte graphique. Bien qu'elle n'ait plus la part de marché qu'elle avait atteinte, elle continue de produire des accélérateurs graphiques pour ordinateurs personnels sous la marque "S3 Chrome". Un concurrent moins connu à "NVIDIA GeForce" et "ATI Radeon".

## Historique
S3 a été fondée en janvier 1989 par Dado Banatao et Ronald Yara. Le 5 mars 1993, S3 a lancé une offre publique initiale de 2 000 000 actions ordinaires sur le Nasdaq. Après plusieurs années rentables comme entreprise indépendante, aux prises avec la transition vers les cartes 3D intégrée, S3 s'est restructurée en tant que société d'électronique grand public et a vendu sa division cœur graphique à une coentreprise avec VIA Technologies pour 323 millions de dollars. La coentreprise, S3 Graphics, continue de développer et commercialiser des chipsets basés sur la technologie graphique de S3.
La société réformée a assuré une subtentielle trésorerie avec l'ère rentable du TRIO et un investissement réussi dans UMC, une fabrique taïwanaise de semi-conducteurs.
Le 15 novembre 2000, S3 a changé de nom pour SONICblue et son symbole boursier du NASDAQ en SBLU.
Son nouveau modèle de développement s'est axé sur les médias numériques et les nouveaux appareils d'information alors que la division graphique a été vendue à VIA Technologies en tant que S3 Graphics.
ReplayTV, Rio, et GoVideo ont été certaines des marques développées par SONICblue.
Le 21 mars 2003 SONICblue a fait faillite dans le cadre du chapitre 11.
S3 Graphics a quant à elle commencé par développer des noyaux graphiques pour le chipset VIA IGP puis quelques années plus tard a de nouveau commencé à produire les accélérateurs graphiques pour ordinateurs personnels sous la marque "Chrome". Tels que le DeltaChrome, GammaChrome, Chrome S27 et Chrome 440GTX.
Le 6 juillet 2011, VIA a annoncé le rachat, par HTC, de ses parts ainsi que celles de WTI International Investment pour un montant total(parts de VIA ainsi que celles de WTI) de 300 millions de dollars.

## Produits

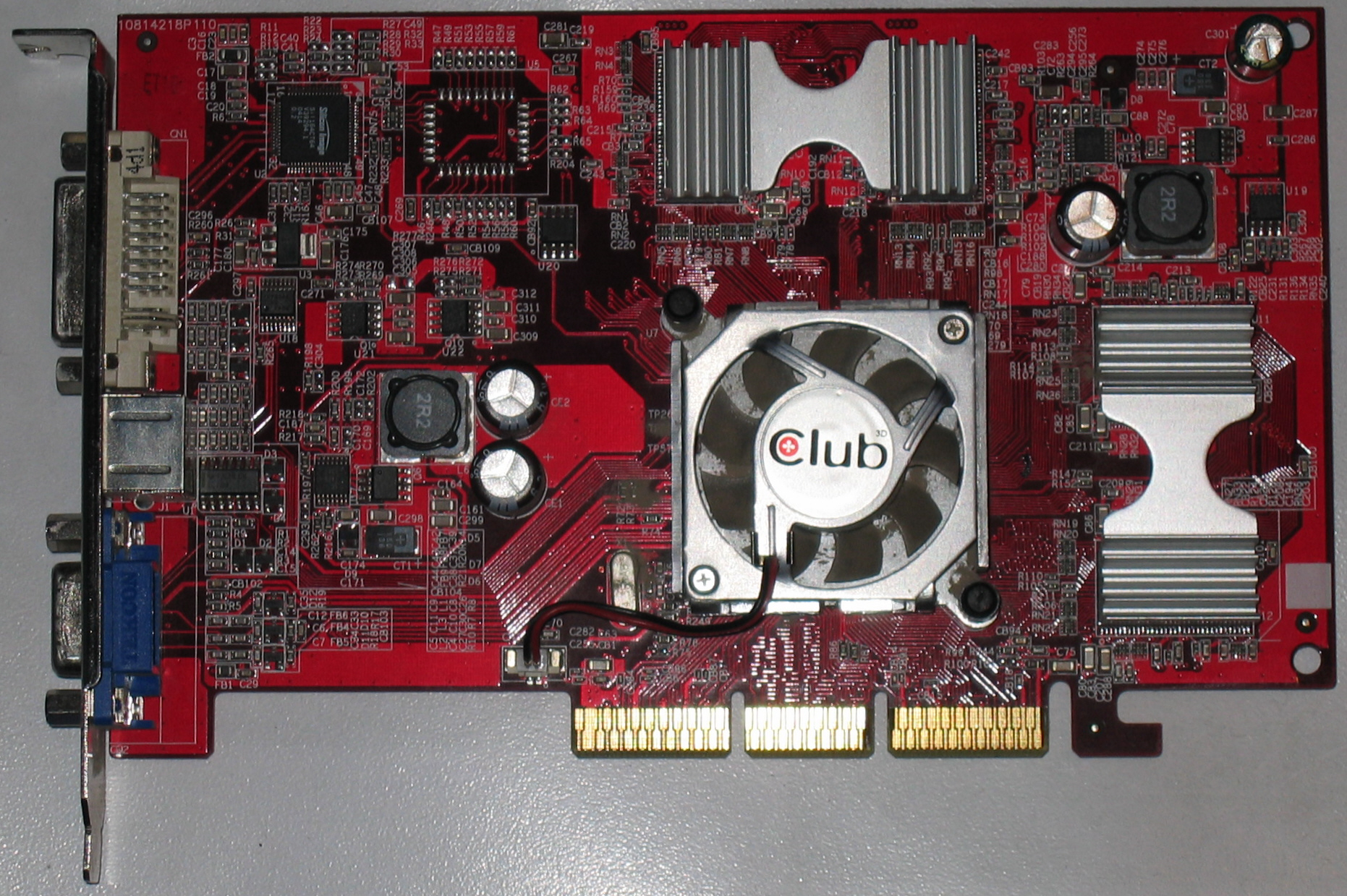
Une carte graphique S3 DeltaChrome S8

S3 produit principalement des cartes graphiques pour ordinateurs personnels. Alors que les produits antérieurs tels que la gamme TRIO étaient uniquement 2D, la fonctionnalité 3D a été ajoutée avec la gamme ViRGE puis les cartes Savage. Plus récemment, les chipsets S3 ont été vendus comme pièces intégrées au VIA Northbridge. Cependant, ces appareils sont également disponibles en PCI-E. Les séries Chrome 440 supportent DX10.1, HD Bluray vidéo, et l'accélération 3D assez puissante pour exécuter la plupart des jeux d'aujourd'hui avec les réglages intermediaires. Leur dernière carte graphique, le Chrome 530gt supporte DX10.1, OpenGL 3.0, HD-DVD et lecture vidéo Blu-ray HD et l'accélération GPGPU pour le traitement de l'image en utilisant S3FotoPro, correction de couleurs vidéo, encodage et le transcodage, la recherche scientifique, la physique des jeux, d'analyses techniques, l'analyse financière et le traitement du signal.

## Contrôleurs graphiques
- S3 911, 911A (1990) - Premier accélérateur graphique de S3 pour Windows (16/256-couleurs, high-color acceleration)
- S3 924 - 24 bits true-color accélération
- S3 801, 805, 805i - intègre DRAM VESA accélération sous Windows (high-color acceleration)
- S3 928 - 24/32-bit accélération couleurs vraies, DRAM ou VRAM
- S3 805p, 928p - le premier PCI de S3
- S3 Vision864, Vision964 (1994) - 2e génération des accélérateurs pour Windows (64 bits de large framebuffer)
- Vision868 S3, Vision968 - S3 le premier accélérateur de mouvement vidéo (zoom et conversion YUV→RVB)
- S3 Trio (en) 32, 64, 64V +, 64V2 (1995) - S3 premier accélérateur (RAMDAC+VGA) intégrée. Les versions 64 bits ont été la gamme la plus réussie des produits S3.
- ViRGE (pas de suffixe), le VX, DX, GX, GX2, VX, Trio3D - Premier accélérateur 3D Windows de S3. Notoirement médiocre en 3D. Se sont bien vendus en OEM, essentiellement en raison des prix bas et des performances excellentes en 2D.
- Savage 3D(1998), 4 (1999), 2000 (2000) - Le mauvais rendement signifiait une vitesse d'horloge réelle était de 30 % en deçà des attentes, et les pilotes boggués causaient d'autres problèmes. S3 Texture Compression (en) est devenu un standard industriel, et l'accélération DVD du Savage3D a été le premier du marché. Savage2000 a été annoncée comme la première puce intégrée avec coprocesseur Transformation and Lighting[réf. nécessaire].
- Aurora64V +, S3 Virge / MX, SuperSavage, SavageXP - chipsets pour portables.
- ProSavage, Twister, UniChrome (en), Chrome 9 - intégration des chipsets Savage pour Cartes mères VIA .
- GammaChrome, DeltaChrome, Chrome 20 Series, Chrome 440 series, Chrome 500 series - Cartes discretes après la transaction proposée par VIA.
- S3 GenDAC, SDAC - VGA RAMDAC à haut/bypass couleurs vraies (SDAC avait intégré PLL, point-horloges, et Windows Hardware curseur)

Media chipsets
- Sonic / AD chipset son - Un programmables, Sigma-Delta audio DAC, avec une PLL intégrée, stéréo 16-bits sortie analogique
- SonicVibes - PCI Audio Accelerator
- Scenic/MX2 - Décodeur MPEG

## Tendances
De sa formation en 1989, Il a fallu deux ans à S3 pour élaborer la première puce accélérateur d'interfaces graphiques. Cette fonctionnalité intégrée a permis des tarifs attractifs et des fonctionnalités solides pour des prix compétitifs est restée une caractéristique de la stratégie de S3.
La gamme de produits la plus notable de S3 est le chipset S3 TRIO 2D. Il reste l'une des meilleures ventes de tous les temps de processeurs graphiques. Mise à jour en un certain nombre de révisions en temps opportun, à chaque fois S3 réussi à maintenir la série en avance sur la concurrence.
Toutefois, TRIO a été une série 2D, et par le milieu des années 1990 les consommateurs et les équipementiers ont commencé à demander des fonctionnalités 3D aux cartes graphiques. En interne, S3 a omis de reconnaître assez vite cette transition, et a dû précipiter la gamme cartes S3 ViRGE 3D. Bien que bon marché, et populaire, pour cette raison, auprès de certains constructeurs, la performance et les pilotes étaient médiocres. Certains amateurs les ont même surnommés les décélérateurs graphiques.
Le 3D de style moderne et intégré produit par S3 a été la série de cartes graphiques Savage. Notamment ces pionniers S3TC (en) sous l'API propriétaire METAL, par la suite adopté par Microsoft sous licence, comme un standard industriel pour la compression de texture dans DirectX.
Savage a également introduit un leader dans l'industrie des moteurs de compression, une échelle de qualité vidéo, ainsi que l'alpha blending matériel, une première. Toutefois, les performances 3D des cartes Savage n'a jamais été suffisant pour prendre des parts de marché significatives. Le mauvais rendement entrainait une vitesse d'horloge réelle inférieure de 30 % aux prévisions, et la mise en œuvre du moteur Transform and Lighting a été mauvaise.
Il devint évident que l'excellence de la technologie intégrée 2D de S3 n'a pas suffi à assurer le succès global du chipset. Alors que S3 aurait pu continuer le développement des cartes de Savage, et très probablement résolu les questions en suspens, en 2001, la direction de S3 a décidé de vendre l'activité de base à VIA pour 323 millions de dollars.
Par la suite, les puces dérivées de Savage ont tourné dans de nombreuses cartes mères VIA comme solution intégrée North Bridge, comme Twister et UniChrome. Plus récemment des dérivés discrets ont porté le nom de marque DeltaChrome et GammaChrome. De cette façon, les circuits dérivées ont conservé une part d'environ 10 % de l'ensemble du marché des cartes graphiques des PC.

## SONICblue
SONICblue était une société d'électronique grand public américaine issue de la fusion en 1999 entre le fabricant de périphériques pour ordinateurs Diamond Multimedia (en) et fabricant de chipset graphiques S3 Incorporated.
En novembre 2000, la société combinée a changé son nom pour SONICblue et a changé son objectif des chipsets graphiques et périphériques d'ordinateurs à l'électronique de grande consommation, tels que la gamme Rio de lecteurs MP3. En janvier 2001, la division chipset graphique a été vendue à une entreprise commune entre SONICblue et VIA appelée S3 Graphics. Plus tard cette même année, l'entreprise a acheté ReplayTV, un fabricant de systèmes de PVR, et Sensory Science Corporation, une société de vente de systèmes double lecteurs DVD/magnétoscope sous la marque GoVideo
Le 21 mars 2003, SONICblue fait faillite et cède ses lignes de produits principales.
Le 16 avril 2003, D&M Holdings, société mère de Denon et Marantz Japan achète pratiquement tous les actifs d'exploitation de SONICblue et produit maintenant ReplayTV et les unités Rio avec une nouvelle filiale, Digital Networks North America (DNNA), Inc La dernière pièce de la compagnie a été effectivement vendue à la fin 2003, lorsque Best Data a acquis le marché de Diamond Supra Business Modem avec les droits sur le nom de Diamond Multimedia pour une utilisation dans une nouvelle division de carte vidéo.
En août 2005, cette société a déclaré qu'elle mettrait un terme à la fabrication des lecteurs MP3, après qu'elle eut cédé la licence de sa technologie logicielle audio numérique au fabricant de puces SigmaTel le mois précédent.